# Emil Limbeck
Emil Limbeck (* 12. Oktober 1909 in Ketsch; † 15. November 1978 in Ketsch) war ein deutscher Politiker (SPD).

## Leben
Nach dem Besuch der Volksschule arbeitete Limbeck als Möbellackierer. Er schloss sich während der Zeit der Weimarer Republik der SAJ an und trat in die SPD ein, für die er auch nach der Machtübernahme der Nationalsozialisten und dem Parteiverbot 1933 tätig war. Aufgrund dessen wurde er im April 1936 verhaftet und im Dezember 1936 zu einem Jahr und zwei Monaten Gefängnis verurteilt. Ab 1940 nahm er als Soldat am Zweiten Weltkrieg teil. 1941 wurde er während des Afrikafeldzuges schwer verwundet.
Nach dem Kriegsende war Limbeck als Angestellter tätig. Er schloss sich erneut den Sozialdemokraten an, war seit 1945 Vorsitzender der SPD Ketsch und wurde 1954 zum Vorsitzenden der SPD Mannheim gewählt. Des Weiteren war er Kreisrat im Landkreis Mannheim und dort Vorsitzender der SPD-Fraktion. Bei den Landtagswahlen 1960 und 1964 wurde er über ein Direktmandat des Wahlkreises Mannheim-Land I als Abgeordneter in den Landtag von Baden-Württemberg gewählt, dem er bis 1968 angehörte.

## Ehrungen
- 1978: Verdienstmedaille des Landes Baden-Württemberg